# Ribeira Funda (Cap Verd)
Ribeira Funda (crioll capverdià R’bera Funda) és una vila al nord de l'illa de São Nicolau a l'arxipèlag de Cap Verd. Està situada 8 kilòmetres al nord-oest de Ribeira Brava.